# Courtney Wetzel
Courtney Wetzel (* 25. Februar 1989 in Puyallup, Washington) ist eine US-amerikanische Fußballspielerin, die zuletzt in der Saison 2014 bei den Western New York Flash unter Vertrag stand.

## Karriere
In der nordamerikanischen W-League spielte sie zwischen 2007 und 2011 für die Seattle Sounders Women und Ottawa Fury. Im Januar 2012 wechselte sie für ein halbes Jahr zum deutschen Regionalligisten SC Sand, ehe sie nach Ottawa zurückkehrte. Anfang 2013 wurde Wetzel als sogenannter Discovery Player vom Portland Thorns FC verpflichtet. Ihr Ligadebüt gab sie am 13. April 2013 gegen den FC Kansas City. Am 6. Juni 2013 erzielte Wetzel, ebenfalls gegen Kansas, ihren ersten Treffer in der NWSL. Im April 2014 wechselte sie kurz vor Saisonbeginn gemeinsam mit ihrer Teamkollegin Kathryn Williamson zum Ligarivalen und Vizemeister Western New York Flash.

### Nationalmannschaft
Im Jahr 2010 wurde Wetzel in den Kader der US-amerikanischen U-23-Auswahl berufen, kam jedoch in keinem offiziellen Länderspiel zum Einsatz.

## Erfolge
- 2012: Meisterschaft in der W-League (Ottawa Fury Women)
- 2013: Meisterschaft in der NWSL (Portland Thorns FC)